# Torneo del Interior B 2013
El Torneo del Interior de 2013 - Zona Ascenso, también llamado "Torneo del Interior B", fue la novena edición del segundo nivel del Torneo del Interior, competencia organizada por la Unión Argentina de Rugby que reúne a los mejores clubes de todas las uniones provinciales de la Argentina, excluyendo a la Unión de Rugby de Buenos Aires. Se llevó a cabo entre el 7 de septiembre y el 12 de octubre de 2013.
Urú Curé de Río Cuarto se consagró campeón al derrotar 13-9 a Marista consiguiendo así el primer título oficial en la historia del club y convirtiéndose también en el primer club cordobés en ganar el Torneo del Interior B. Esta también fue la mejor participación a nivel nacional para un equipo del interior de la Provincia de Córdoba, superando el subcampeonato de Jockey Club de Villa María en el Torneo del Interior B 2004.

## Equipos participantes
Participaron del torneo 16 clubes, los cuales clasificaron de acuerdo a su desempeño en los distintos torneos regionales: 3 del Torneo Regional del Litoral, 3 del Torneo Regional Pampeano, 2 del Torneo Regional Centro, 2 del Torneo Regional del NOA, 2 del Torneo Regional del NEA, 2 del Torneo Regional del Oeste, y 2 del Torneo Regional Patagónico.
| Club                  | Vía de clasificación                                             |
| --------------------- | ---------------------------------------------------------------- |
| Santa Fe Rugby Club   | 5.º puesto en el Torneo Regional del Litoral 2013.               |
| CRAI                  | 6.º puesto en el Torneo Regional del Litoral 2013.               |
| Estudiantes de Paraná | 7.º puesto en el Torneo Regional del Litoral 2013.               |
| IPR Sporting Club     | 2.º puesto en el Torneo Regional Pampeano 2013.                  |
| San Ignacio Rugby     | 3.º puesto en el Torneo Regional Pampeano 2013.                  |
| Sociedad Sportiva     | 4.º puesto en el Torneo Regional Pampeano 2013.                  |
| Urú Curé              | 4.º puesto en el Torneo Regional Centro 2013.                    |
| Córdoba Athletic Club | 5.º puesto en el Torneo Regional Centro 2013.                    |
| CURNE                 | Campeón del Torneo Regional del Nordeste 2013.                   |
| Regatas Resistencia   | Subcampeón del Torneo Regional del Nordeste 2013.                |
| Universitario (S)     | Subcampeón Copa de Plata del Torneo Regional del Noroeste 2013.  |
| Natación y Gimnasia   | Subcampeón Copa de Bronce del Torneo Regional del Noroeste 2013. |
| Marista               | Semifinalista del Torneo Regional del Oeste 2013.                |
| Mendoza RC            | Semifinalista del Torneo Regional del Oeste 2013.                |
| Neuquén Rugby Club    | Campeón del Torneo Regional Patagónico 2013.                     |
| Marabunta             | Subcampeón del Torneo Regional Patagónico 2013.                  |

### Intercambio de plazas
El Torneo Regional Centro (Córdoba) perdió uno de los tres cupos que mantenía desde la implementación del nuevo formato en 2009. Durante esta temporada, las siete regiones recibieron dos cupos cada una, con los dos cupos restantes siendo otorgados a las regiones de origen del campeón y el último clasificado del Torneo del Interior A 2012: Duendes de Rosario y Sociedad Sportiva de Bahía Blanca, respectivamente. Debido a esto el Torneo Regional del Litoral y el Torneo Regional Pampeano recibieron un tercer cupo cada uno.

### Distribución geográfica de los equipos
| Jurisdicción              | Cant. | Equipos                         |
| ------------------------- | ----- | ------------------------------- |
| Provincia de Buenos Aires | 3     | Sporting, Sportiva, San Ignacio |
| Provincia de Córdoba      | 2     | Urú Curé, Córdoba Athletic      |
| Provincia de Santa Fe     | 2     | Santa Fe, CRAI                  |
| Provincia de Mendoza      | 2     | Marista, Mendoza                |
| Provincia del Chaco       | 2     | CURNE, Regatas                  |
| Provincia de Tucumán      | 1     | Natación y Gimnasia             |
| Provincia del Neuquén     | 1     | Neuquén                         |
| Provincia de Río Negro    | 1     | Marabunta                       |
| Provincia de Entre Ríos   | 1     | CAE                             |
| Provincia de Salta        | 1     | Universitario (S)               |

## Primera fase

### Grupo 1
| Pos. | Equipo                | Encuentros | Encuentros | Encuentros | Encuentros | Tantos | Tantos | Tantos | Puntos |
| Pos. | Equipo                | PJ         | PG         | PE         | PP         | F      | C      | Dif    | Puntos |
| ---- | --------------------- | ---------- | ---------- | ---------- | ---------- | ------ | ------ | ------ | ------ |
| 1.º  | CURNE                 | 3          | 3          | 0          | 0          | 79     | 45     | +34    | 6      |
| 2.º  | Universitario (S)     | 3          | 2          | 0          | 1          | 128    | 56     | +72    | 4      |
| 3.º  | Estudiantes de Paraná | 3          | 1          | 0          | 2          | 62     | 82     | -20    | 2      |
| 4.º  | Regatas Resistencia   | 3          | 0          | 0          | 3          | 47     | 133    | -86    | 0      |

|  | Clasificado a la siguiente fase. |

Primera fecha
| 7 de septiembre | CURNE | 28 - 22 | Regatas Resistencia |                                    |                                    |
|                 |       | Reporte |                     | Árbitro(s): Carlos Poggi (Rosario) | Árbitro(s): Carlos Poggi (Rosario) |

| 7 de septiembre | Universitario (S) | 42 - 20 | Estudiantes de Paraná |                                          |                                          |
|                 |                   | Reporte |                       | Árbitro(s): Santiago Altobelli (Tucumán) | Árbitro(s): Santiago Altobelli (Tucumán) |

Segunda fecha
| 14 de septiembre | Estudiantes de Paraná | 12 - 20 | CURNE |                                          |                                          |
|                  |                       | Reporte |       | Árbitro(s): Andrés Sutton (Buenos Aires) | Árbitro(s): Andrés Sutton (Buenos Aires) |

| 14 de septiembre | Universitario (S) | 75 - 5  | Regatas Resistencia |                                       |                                       |
|                  |                   | Reporte |                     | Árbitro(s): Patricio Padrón (Tucumán) | Árbitro(s): Patricio Padrón (Tucumán) |

Tercera fecha
| 21 de septiembre | CURNE | 31 - 11 | Universitario (S) |                                            |                                            |
|                  |       | Reporte |                   | Árbitro(s): Diego Dlugovitzky (Entre Ríos) | Árbitro(s): Diego Dlugovitzky (Entre Ríos) |

| 21 de septiembre | Regatas Resistencia | 20 - 30 | Estudiantes de Paraná |                                      |                                      |
|                  |                     | Reporte |                       | Árbitro(s): Sebastián Colman (Salta) | Árbitro(s): Sebastián Colman (Salta) |

### Grupo 2
| Pos. | Equipo              | Encuentros | Encuentros | Encuentros | Encuentros | Tantos | Tantos | Tantos | Puntos |
| Pos. | Equipo              | PJ         | PG         | PE         | PP         | F      | C      | Dif    | Puntos |
| ---- | ------------------- | ---------- | ---------- | ---------- | ---------- | ------ | ------ | ------ | ------ |
| 1.º  | Córdoba Athletic    | 3          | 3          | 0          | 0          | 109    | 53     | +56    | 6      |
| 2.º  | Urú Curé            | 3          | 2          | 0          | 1          | 86     | 50     | +36    | 4      |
| 3.º  | IPR Sporting Club   | 3          | 1          | 0          | 2          | 66     | 69     | -3     | 2      |
| 4.º  | Natación y Gimnasia | 3          | 0          | 0          | 3          | 26     | 115    | -89    | 0      |

|  | Clasificado a la siguiente fase. |

Primera fecha
| 7 de septiembre | Urú Curé | 18 - 21 | Córdoba Athletic |                                  |                                  |
|                 |          | Reporte |                  | Árbitro(s): Juan Gómez (Córdoba) | Árbitro(s): Juan Gómez (Córdoba) |

| 7 de septiembre | IPR Sporting Club | 25 - 3  | Natación y Gimnasia |                                        |                                        |
|                 |                   | Reporte |                     | Árbitro(s): Ramiro García Gamero (Sur) | Árbitro(s): Ramiro García Gamero (Sur) |

Segunda fecha
| 14 de septiembre | Natación y Gimnasia | 10 - 38 | Urú Curé |                                      |                                      |
|                  |                     | Reporte |          | Árbitro(s): Sebastián Colman (Salta) | Árbitro(s): Sebastián Colman (Salta) |

| 14 de septiembre | IPR Sporting Club | 22 - 36 | Córdoba Athletic |                                        |                                        |
|                  |                   | Reporte |                  | Árbitro(s): Emilio Traverso (Santa Fe) | Árbitro(s): Emilio Traverso (Santa Fe) |

Tercera fecha
| 21 de septiembre | Urú Curé | 30 - 19 | IPR Sporting Club |                                       |                                       |
|                  |          | Reporte |                   | Árbitro(s): Federico Fioravanti (Sur) | Árbitro(s): Federico Fioravanti (Sur) |

| 21 de septiembre | Córdoba Athletic | 52 - 13 | Natación y Gimnasia |                                       |                                       |
|                  |                  | Reporte |                     | Árbitro(s): Víctor Riera (Alto Valle) | Árbitro(s): Víctor Riera (Alto Valle) |

### Grupo 3
| Pos. | Equipo            | Encuentros | Encuentros | Encuentros | Encuentros | Tantos | Tantos | Tantos | Puntos |
| Pos. | Equipo            | PJ         | PG         | PE         | PP         | F      | C      | Dif    | Puntos |
| ---- | ----------------- | ---------- | ---------- | ---------- | ---------- | ------ | ------ | ------ | ------ |
| 1.º  | CRAI              | 3          | 3          | 0          | 0          | 76     | 39     | +37    | 6      |
| 2.º  | San Ignacio       | 3          | 2          | 0          | 1          | 78     | 53     | +25    | 4      |
| 3.º  | Sociedad Sportiva | 3          | 1          | 0          | 2          | 66     | 73     | -7     | 2      |
| 4.º  | Santa Fe RC       | 3          | 0          | 0          | 3          | 37     | 92     | -55    | 0      |

|  | Clasificado a la siguiente fase. |

Primera fecha
| 7 de septiembre | San Ignacio | 35 - 22 | Sociedad Sportiva |                                          |                                          |
|                 |             | Reporte |                   | Árbitro(s): Andrés Sutton (Buenos Aires) | Árbitro(s): Andrés Sutton (Buenos Aires) |

| 7 de septiembre | Santa Fe RC | 12 - 32 | CRAI |                                            |                                            |
|                 |             | Reporte |      | Árbitro(s): Maximiliano Tempesta (Rosario) | Árbitro(s): Maximiliano Tempesta (Rosario) |

Segunda fecha
| 14 de septiembre | Sociedad Sportiva | 31 - 22 | Santa Fe RC |                                          |                                          |
|                  |                   | Reporte |             | Árbitro(s): Sebastián Cárdenas (Austral) | Árbitro(s): Sebastián Cárdenas (Austral) |

| 14 de septiembre | San Ignacio | 14 - 28 | CRAI |                                       |                                       |
|                  |             | Reporte |      | Árbitro(s): Federico Fioravanti (Sur) | Árbitro(s): Federico Fioravanti (Sur) |

Tercera fecha
| 21 de septiembre | CRAI | 16 - 13 | Sociedad Sportiva |                                 |                                 |
|                  |      | Reporte |                   | Árbitro(s): José Covassi (Cuyo) | Árbitro(s): José Covassi (Cuyo) |

| 21 de septiembre | Santa Fe RC | 3 - 29  | San Ignacio |                                      |                                      |
|                  |             | Reporte |             | Árbitro(s): Ezequiel Orcajada (Cuyo) | Árbitro(s): Ezequiel Orcajada (Cuyo) |

### Grupo 4
| Pos. | Equipo     | Encuentros | Encuentros | Encuentros | Encuentros | Tantos | Tantos | Tantos | Puntos |
| Pos. | Equipo     | PJ         | PG         | PE         | PP         | F      | C      | Dif    | Puntos |
| ---- | ---------- | ---------- | ---------- | ---------- | ---------- | ------ | ------ | ------ | ------ |
| 1.º  | Marista    | 3          | 3          | 0          | 0          | 122    | 48     | +74    | 6      |
| 2.º  | Neuquén RC | 3          | 2          | 0          | 1          | 73     | 67     | +6     | 4      |
| 3.º  | Marabunta  | 3          | 1          | 0          | 2          | 75     | 97     | -22    | 2      |
| 4.º  | Mendoza RC | 3          | 0          | 0          | 3          | 64     | 122    | -58    | 0      |

|  | Clasificado a la siguiente fase. |

Primera fecha
| 7 de septiembre | Neuquén RC | 30 - 13 | Marabunta |                                          |                                          |
|                 |            | Reporte |           | Árbitro(s): Sebastián Cárdenas (Austral) | Árbitro(s): Sebastián Cárdenas (Austral) |

| 7 de septiembre | Marista | 50 - 15 | Mendoza RC |                                 |                                 |
|                 |         | Reporte |            | Árbitro(s): José Covassi (Cuyo) | Árbitro(s): José Covassi (Cuyo) |

Segunda fecha
| 14 de septiembre | Neuquén RC | 3 - 21  | Marista |                                        |                                        |
|                  |            | Reporte |         | Árbitro(s): Ramiro García Gamero (Sur) | Árbitro(s): Ramiro García Gamero (Sur) |

| 14 de septiembre | Marabunta | 32 - 16 | Mendoza RC |                                     |                                     |
|                  |           | Reporte |            | Árbitro(s): Daniel Araque (Austral) | Árbitro(s): Daniel Araque (Austral) |

Tercera fecha
| 21 de septiembre | Mendoza RC | 33 - 40 | Neuquén RC |                                       |                                       |
|                  |            | Reporte |            | Árbitro(s): Patricio Padrón (Tucumán) | Árbitro(s): Patricio Padrón (Tucumán) |

| 21 de septiembre | Marista | 51 - 30 | Marabunta |                                        |                                        |
|                  |         | Reporte |           | Árbitro(s): Álvaro Del Barco (Tucumán) | Árbitro(s): Álvaro Del Barco (Tucumán) |

## Fase final

### Cuadro de desarrollo
|  | Cuartos de final      | Cuartos de final      |          |                  | Semifinales  | Semifinales  |  |          | Final         | Final         |  |
|  | 28 y 29 de septiembre | 28 y 29 de septiembre |          |                  | 5 de octubre | 5 de octubre |  |          | 12 de octubre | 12 de octubre |  |
|  |                       |                       |          |                  |              |              |  |          |               |               |  |
|  |                       |                       |          |                  |              |              |  |          |               |               |  |
|  | CURNE                 | 23                    |          |                  |              |              |  |          |               |               |  |
|  | CURNE                 | 23                    |          |                  |              |              |  |          |               |               |  |
|  | San Ignacio           | 31                    |          |                  |              |              |  |          |               |               |  |
|  | San Ignacio           | 31                    |          | San Ignacio      | 18           |              |  |          |               |               |  |
|  |                       |                       |          | San Ignacio      | 18           |              |  |          |               |               |  |
|  |                       |                       | Urú Curé | 42               |              |              |  |          |               |               |  |
|  | CRAI                  | 10                    | Urú Curé | 42               |              |              |  |          |               |               |  |
|  | CRAI                  | 10                    |          |                  |              |              |  |          |               |               |  |
|  | Urú Curé              | 31                    |          |                  |              |              |  |          |               |               |  |
|  | Urú Curé              | 31                    |          |                  |              |              |  | Urú Curé | 13            |               |  |
|  |                       |                       |          |                  |              |              |  | Urú Curé | 13            |               |  |
|  |                       |                       | Marista  | 9                |              |              |  |          |               |               |  |
|  | Córdoba Athletic      | 45                    | Marista  | 9                |              |              |  |          |               |               |  |
|  | Córdoba Athletic      | 45                    |          |                  |              |              |  |          |               |               |  |
|  | Neuquén RC            | 12                    |          |                  |              |              |  |          |               |               |  |
|  | Neuquén RC            | 12                    |          | Córdoba Athletic | 23           |              |  |          |               |               |  |
|  |                       |                       |          | Córdoba Athletic | 23           |              |  |          |               |               |  |
|  |                       |                       | Marista  | 26               |              |              |  |          |               |               |  |
|  | Marista               | 31                    | Marista  | 26               |              |              |  |          |               |               |  |
|  | Marista               | 31                    |          |                  |              |              |  |          |               |               |  |
|  | Universitario (S)     | 23                    |          |                  |              |              |  |          |               |               |  |
|  | Universitario (S)     | 23                    |          |                  |              |              |  |          |               |               |  |
|  |                       |                       |          |                  |              |              |  |          |               |               |  |

### Cuartos de final
| 28 de septiembre | CURNE | 23 - 31 | San Ignacio |                                        |                                        |
|                  |       | Reporte |             | Árbitro(s): Álvaro Del Barco (Tucumán) | Árbitro(s): Álvaro Del Barco (Tucumán) |

| 28 de septiembre | CRAI | 10 - 31 | Urú Curé |                                        |                                        |
|                  |      | Reporte |          | Árbitro(s): Ramiro García Gamero (Sur) | Árbitro(s): Ramiro García Gamero (Sur) |

| 29 de septiembre | Córdoba Athletic | 45 - 12 | Neuquén RC |                                 |                                 |
|                  |                  | Reporte |            | Árbitro(s): José Covassi (Cuyo) | Árbitro(s): José Covassi (Cuyo) |

| 28 de septiembre | Marista | 31 - 23 | Universitario (S) |                                       |                                       |
|                  |         | Reporte |                   | Árbitro(s): Víctor Riera (Alto Valle) | Árbitro(s): Víctor Riera (Alto Valle) |

### Semifinales
| 5 de octubre | San Ignacio | 18 - 42 | Urú Curé |                                          |                                          |
|              |             | Reporte |          | Árbitro(s): Andrés Sutton (Buenos Aires) | Árbitro(s): Andrés Sutton (Buenos Aires) |

| 5 de octubre | Córdoba Athletic | 23 - 26 | Marista |                                          |                                          |
|              |                  | Reporte |         | Árbitro(s): Santiago Altobelli (Tucumán) | Árbitro(s): Santiago Altobelli (Tucumán) |

### Final
| 12 de octubre | Urú Curé | 13 - 9  | Marista |                                                                    |                                                                    |
|               |          | Reporte |         | Asistencia: 2000 espectadores Árbitro(s): Juan Sylvestre (Rosario) | Asistencia: 2000 espectadores Árbitro(s): Juan Sylvestre (Rosario) |

| Bandera de la Provincia de Córdoba |
| Urú Curé Campeón                   |
| Primer título                      |